# Paulina Eryka Masa
Paulina Eryka Masa (ur. 1997 w Gdańsku) – polska tłumaczka, dramatopisarka, reżyserka, iberystka, tancerka flamenco.

## Życiorys
Absolwentka sekcji hiszpańskiej w III Liceum Ogólnokształcącym w Gdańsku, utworzonej na mocy porozumienia zawartego pomiędzy Ministerstwem Edukacji Narodowej Rzeczypospolitej Polskiej, a Ministerstwem Edukacji, Kultury i Sportu Królestwa Hiszpanii oraz Iberystyki ze specjalizacją translatoryczną (język hiszpański i portugalski) w Instytucie Filologii Romańskiej Uniwersytetu Gdańskiego. Studiowała również Italianistykę i Wiedzę o Teatrze. Tancerka flamenco. Członkini Stowarzyszenia Tłumaczy Literatury.

## Twórczość
Jako tłumaczka stale współpracuje z uznanymi autorami hiszpańskimi i południowoamerykańskimi, takimi jak Lola Blasco, Paco Bezerra, Paco Gámez, Darío Facal, Carla Zúñiga Morales, Alfredo Staffolani czy Victor Sánchez Rodriguez. Współpracuje również z miesięcznikiem „Dialog” jako tłumaczka i autorka tekstów poświęconych dramaturgii najnowszej. 
Jej przekład monodramu Loli Blasco „Spowiedź Don Kichota” wystawiony został prapremierowo w Teatrze przy Stole w Dworku Sierakowskich w Sopocie w reżyserii i w wykonaniu Krzysztofa Gordona.
W 2025 roku na podstawie jej przekładu sztuki Pablo Remóna pt."Komedianci"  miała miejsce w Teatrze Narodowym w Warszawie polska prapremiera spektaklu pt. "Zaćmienie w dwóch aktach" w reżyserii Grzegorza Małeckiego.
Współpracowała jako konsultantka z zakresu języka włoskiego przy spektaklu „Awantura w Chioggi” w reżyserii Pawła Aignera w Teatrze Wybrzeże w Gdańsku oraz współtworzyła spektakl „La Pasionaria” w Teatrze Współczesnym w Szczecinie. W styczniu 2022 roku zrealizowała wraz z choreografem Tobiaszem Sebastianem Bergiem oraz aktorami Urszulą Kobielą i Michałem Jarosem czytanie performatywne „Groomingu” Paco Bezerry w ramach cyklu PC Drama w Klubie Żak w Gdańsku. W listopadzie 2022 roku napisała i zrealizowała czytanie performatywne „Delty Wenus” w ramach Stypendium Kulturalnego Miasta Gdańska. W lipcu 2023 w ramach cyklu PC Drama w Klubie Żak w Gdańsku wyreżyserowała czytanie performatywne przetłumaczonej przez siebie sztuki Paco Bezerry  pt. „Konam, bo nie umarłam jeszcze. Podwójne życie Teresy” z aktorką Ewą Skibińską w tytułowej roli, które zostało również zaprezentowane w ramach 28 Konfrontacji Teatralnych w Lublinie.
Naukowo zajmuje się poetyką teatralną Angélici Liddell. 
Jest trzykrotną (2021, 2022, 2023) półfinalistką Gdyńskiej Nagrody Dramaturgicznej oraz laureatką 24 Nagrody Prezydenta Miasta Gdańska dla Młodych Twórców w Dziedzinie Kultury

## Wybrane osiągnięcia i wyróżnienia
- 2024 Stypendium Kulturalne Miasta Gdańska ("Uderzył mnie i to było jak pocałunek")[25][1]
- 2023 Nagroda Prezydenta Miasta Gdańska dla Młodych Twórców w Dziedzinie Kultury przyznana przez czytelników "Gazety Wyborczej"[26][27]
- 2023 Stypendium dla twórców kultury z budżetu Województwa Pomorskiego na realizację spektaklu "Delta Wenus" w Teatrze w Blokowisku GAK Plama[28][1]
- 2023 Stypendium Kulturalne Miasta Gdańska ("W mojej ojczyźnie jedynym hymnem są krople łez")[29][1]
- 2023 Przekład "Harmonii ciszy" autorstwa Loli Blasco(inne języki) znalazł się wśród najlepszych przekładów 2023 wyróżnionych przez polski komitet sieci Eurodram[30][1][31]
- 2023 XVI półfinał Gdyńskiej Nagrody Dramaturgicznej (“Delta Wenus”)[32][1]
- 2022 Najlepszy, najlepsza, najlepsi w sezonie 2021/2022 według miesięcznika “Teatr”, Najlepsza nowa sztuka obcojęzyczna (ogłoszona drukiem lub wystawiona): “Harmonia ciszy” Loli Blasco(inne języki) w przekładzie Pauliny Eryki Masa[33][1]
- 2022 Stypendium Kulturalne Miasta Gdańska (“Delta Wenus”)[34][1]
- 2022 XV półfinał Gdyńskiej Nagrody Dramaturgicznej (“Samotność przestrzeni: Because I could not stop for Death”)[35][1]
- 2021 XIV półfinał Gdyńskiej Nagrody Dramaturgicznej (“Tajemnica powierzchni”)[36][1]
- 2019 Stypendium Rektora Uniwersytetu Gdańskiego dla najlepszych studentów[1]
- 2017 Dyplom Título de Bachiller(inne języki) nadawany przez Ministerstwo Edukacji, Kultury i Sportu Królestwa Hiszpanii[1]